# Bernadette Kanter
Pour les articles homonymes, voir Kanter (homonymie).
Bernadette Kanter est une artiste sculpteur française née à Saint-Étienne-du-Rouvray dans la Seine-Maritime en 1950, dont la matière de prédilection est le bronze.

## Biographie
En 1974, après des études à l’école supérieure des carrières artistiques de Paris (ICART), à l’école nationale supérieure des beaux-arts de Paris, et à l’académie de la Grande Chaumière de Montparnasse (dans la Seine), elle installe son atelier à Buchelay dans les Yvelines.
Par ailleurs elle poursuit des études de gemmologie, et complète son expérience professionnelle dans des ateliers de sculpture, de modelage, de moulage, de fonderie et de taille directe.
Sculpteur animalier, elle crée en 2002 Les Chiens du pont de garde à Mantes-la-Jolie, deux sculptures en bronze gardiennes de l’entrée de la ville à la sortie du pont Peronnet, et une réalisation en 2004 pour l’Aerospatiale d’un avion-oiseau Nungesser et Colis.

## Œuvres
- 1990 – La musique : musée de Neunkirchen (Allemagne)
- 1991 – L'ordre et la force : ministère de l’intérieur, fresque pour le hall de l’hôtel de police de Nogent-sur-Marne
- 1993 – Le coq : district urbain de Mantes-la-Jolie
- 1994 – Combat de coqs : mairie de Buchelay
- 1998 – Le Grand Aigle : mairie de Buchelay
- 1998 – Signalitique : mairie de Buchelay, sept panneaux en terre cuite pour la Maison pour tous
- 1998 – Fontaine aux pêcheurs : Belgique
- 2000 – Grand cheval : mairie du Vésinet
- 2002 – Les Chiens du pont de garde : mairie de Mantes-la-Jolie
- 2004 – Nungesser et Colis : aérospatiale
- 2007 - Fresque de Shut'Fat (Nord-Est de Jérusalem) : 4 panneaux en résine pierre mairie de Limay

## Récompenses
- 1988 – Deuxième Grand-Prix de la Biennale internationale du Québec (Canada)
- 1995 – Médaille d’or du Salon national des artistes animaliers
- 1999 – Médaille d’argent de la art/societes instituts.htm Société académique des Arts-Sciences-Lettres de Paris
- 2001 – Médaille d’or de sculpture des artistes français Sociétaires de la fondation Taylor